# Giải bóng đá vô địch quốc gia Tajikistan 2009
Giải bóng đá vô địch quốc gia Tajikistan 2009 là mùa giải thứ 18 của Giải bóng đá vô địch quốc gia Tajikistan, giải bóng đá cao nhất của Liên đoàn bóng đá Tajikistan. Regar-TadAZ là đương kim vô địch, khi giành chức vô địch mùa giải trước.

## Đội bóng
| Đội bóng                | Địa điểm     | Địa điểm                            | Sức chứa |
| ----------------------- | ------------ | ----------------------------------- | -------- |
| CSKA Pamir Dushanbe     | Dushanbe     | Sân vận động Central Republican     | 24.000   |
| Energetik Dushanbe      | Dushanbe     | Sân vận động Central Republican     | 24.000   |
| Guardia Dushanbe        | Dushanbe     |                                     |          |
| Istiklol                | Dushanbe     | Sân vận động Central Republican     | 24.000   |
| Khujand                 | Khujand      | Sân vận động 20-Letie Nezavisimosti | 25.000   |
| Parvoz Bobojon Ghafurov | Ghafurov     | Sân vận động Furudgoh               | 5.000    |
| Ravshan Kulob           | Kulob        | Sân vận động Trung tâm Kulob        | 20.000   |
| Regar-TadAZ             | Tursunzoda   | Sân vận động Metallurg 1st District | 10.000   |
| Spitamen                |              |                                     |          |
| Vakhsh Qurghonteppa     | Qurghonteppa | Sân vận động Tsentralnyi            | 10.000   |

## Bảng xếp hạng
| VT | Đội                | ST | T  | H | B  | BT | BB | HS  | Đ  | Giành quyền tham dự hoặc xuống hạng |
| -- | ------------------ | -- | -- | - | -- | -- | -- | --- | -- | ----------------------------------- |
| 1  | Vakhsh             | 18 | 15 | 1 | 2  | 44 | 15 | +29 | 46 | Cúp Chủ tịch AFC 2010               |
| 2  | Regar-TadAZ        | 18 | 13 | 2 | 3  | 47 | 14 | +33 | 41 |                                     |
| 3  | FK Khujand         | 18 | 13 | 1 | 4  | 36 | 15 | +21 | 40 |                                     |
| 4  | Istiqlol Dushanbe  | 18 | 11 | 3 | 4  | 41 | 18 | +23 | 36 |                                     |
| 5  | Energetik Dushanbe | 18 | 10 | 2 | 6  | 41 | 26 | +15 | 32 |                                     |
| 6  | Parvoz             | 18 | 7  | 4 | 7  | 27 | 22 | +5  | 25 |                                     |
| 7  | Ravshan Kulob      | 18 | 5  | 2 | 11 | 25 | 45 | −20 | 17 |                                     |
| 8  | SKA-Pamir Dushanbe | 18 | 2  | 2 | 14 | 16 | 42 | −26 | 8  |                                     |
| 9  | Guardia Dushanbe   | 18 | 2  | 2 | 14 | 10 | 55 | −45 | 8  | Xuống hạng                          |
| 10 | FK Spitamen        | 18 | 1  | 3 | 14 | 9  | 44 | −35 | 6  | Xuống hạng                          |